# Orientales omnes Ecclesias
Orientales omnes Ecclesias (23 de dezembro de 1945) é uma encíclica do Papa Pio XII aos fiéis da Igreja Católica Grega da Ucrânia. Ele comemora os 350 anos da União de Brest.
Em sua encíclica, o papa Pio XII explica que muitas provações e perseguições ocorreram nos últimos 350 anos, mas que a Igreja Católica Grega da Ucrânia sempre saiu forte. Ele lembra os muitos favores e ajudas que a Igreja recebeu de Roma e como seus predecessores papais sempre apoiaram a cultura e o rito independentes da Igreja Oriental. Na última parte da encíclica, ele aborda as queixas dos ucranianos em 1945. Consciente da perseguição dos fiéis e esperando ainda mais, ele escreve:
- Sabemos que armadilhas graves estão sendo preparadas para a sua fé. Temos motivos para temer que, no futuro próximo, ainda ocorram maiores dificuldades para aqueles que se recusarem a trair sua lealdade religiosa sagrada. (Orientales omnes Ecclesias, 62)

## Contexto da encíclica
Enquanto a maioria dos cristãos orientais pertence a uma Igreja Ortodoxa, alguns, como a Igreja Católica Grega Ucraniana e a Igreja Católica Grega Rutena, estão unidos a Roma, o que lhes permitiu manter suas próprias liturgias orientais e leis da Igreja. A Igreja Católica Rutena está localizada na Ucrânia. Os católicos rutenos se chamam rutenos. Eles estão intimamente relacionados com os ucranianos e falam um dialeto da mesma língua. A terra natal tradicional de Rusyn se estende até o nordeste da Eslováquia e a região de Lemko, no sudeste da Polônia. Até 1922, a área fazia parte da Áustria-Hungria. Depois de se tornar polonesa, que segue o rito latino, polonização e problemas significativos desenvolvidos para todos os ortodoxos. Alguns rutenos, resistindo à polonização, sentiram-se abandonados pelo Vaticano e retornaram à Igreja Ortodoxa. Após a Segunda Guerra Mundial, em 1945, as áreas polonesa e eslovaca se tornaram parte da União Soviética, que exerceu pressão sobre os rutenos e outros ucranianos unidos a Roma, para romper relações e ingressar na Igreja Ortodoxa chefiada pelo Patriarca de Moscou. Alegou-se que (1) a união com Roma era uma conspiração polonesa para dominar e acabar com a cultura da Igreja Católica Grega da Ucrânia; (2) fiéis ortodoxos e padres unidos a Roma tiveram que sofrer sob os bispos poloneses do Rito Latino e Polonização; (3) mas agora eles são libertados pelo exército soviético sob a liderança do marechal Joseph Stalin e, portanto, os laços contínuos com Roma não são mais necessários. O novo patriarca Alexius I pediu aos católicos que se separassem de Roma:
- Liberte-se! Você deve quebrar as correntes do Vaticano que o jogam no abismo do erro, das trevas e da decadência espiritual. Depressa, volte para sua verdadeira mãe, a Igreja Ortodoxa Russa![2]

O papa Pio XII respondeu: "Quem não sabe que o patriarca Alexius I, recentemente eleito pelos bispos dissidentes da Rússia, exalta e prega abertamente a deserção da Igreja Católica em uma carta recentemente endereçada à Igreja Rutênia, uma carta que não contribui nem um pouco à perseguição?" Ele menciona a proclamação das Nações Unidas de que a perseguição religiosa nunca mais acontecerá: "Isso nos deu esperança de que paz e verdadeira liberdade fossem concedidas em toda parte à Igreja Católica, tanto mais que a Igreja sempre ensinou e ensina que a obediência a as ordenanças do poder civil legalmente estabelecido, dentro da esfera e limites de sua autoridade, são um dever de consciência. Infelizmente, porém, os eventos que mencionamos enfraqueceram gravemente e amargamente, quase destruíram nossa esperança e confiança no que diz respeito às terras dos rutenos".

## Perseguição
O papa sabia não apenas sobre as tentativas de separar as igrejas unidas de Roma. Ele também sabia que, nos meses anteriores à encíclica, todos os bispos católicos da Igreja ucraniana haviam sido presos, incluindo Josyf Slipyj, Gregory Chomysyn, John Laysevkyi, Nicolas Carneckyi e Josaphat Kocylovskyi. Alguns, incluindo o bispo Nicetas Budka, morreram na Sibéria. Submetidos a julgamentos stalinistas, todos receberam sentenças severas. Os demais líderes das hierarquias e os chefes de todos os seminários e escritórios episcopais foram presos e julgados em 1945 e 1946. Em 1º de julho de 1945, cerca de trezentos sacerdotes da Igreja Unida escreveram para Molotov; eles protestaram contra a prisão de todos os bispos e grande parte do clero católico. Depois que a Igreja foi assim roubada de toda a sua liderança, desenvolveu-se um "movimento espontâneo" pela separação de Roma e unificação com a Igreja Ortodoxa Russa. Seguiram-se prisões em massa de padres. Em Lemko, cerca de quinhentos padres foram presos em 1945 ou enviados para um Gulag, oficialmente chamado de "um destino desconhecido por razões políticas". Para resolver esse problema, Pio XII decidiu se envolver em uma revisão histórica abrangente da reunião e de suas vantagens para os fiéis na Ucrânia.

## História da Reunião
O Papa reitera as garantias dos seus antecessores de que os ritos orientais serão honrados. Não haverá qualquer tentativa por parte do Vaticano de os alterar ou abandonar. O Papa revê a história da Igreja Rutena, o que levou à unificação com Roma. A Igreja estava em desordem e precisava de reformas; experimentou a decadência e os abusos. No final do século XVI, tornou-se óbvio que não havia esperança de conseguir a renovação e a reforma da Igreja Rutena, excepto através do restabelecimento da união com a Sé Apostólica. Negociações prolongadas e difíceis foram necessárias antes que um pedido de unidade pudesse ser alcançado em 1596. O Papa Clemente VIII, em 23 de dezembro de 1595, conheceu os emissários. Eles leram a declaração de todos os bispos diante da ilustre assembléia e, em seguida, em nome próprio e dos outros bispos, fez uma solene profissão de fé e prometeu a devida obediência e respeito.
No final do século XIX e início do século XX, as condições econômicas levaram à emigração de muitos da Galiza para os EUA, Canadá e América do Sul. O papa Pio X temia que esses emigrantes perdessem sua identidade religiosa e, em 1907, nomeou um bispo com faculdades especiais para eles. Mais tarde, como o número e as necessidades desses católicos estavam aumentando, um bispo comum especial foi nomeado para católicos galegos nos Estados Unidos e outro no Canadá além do bispo comum, para os fiéis desse rito que emigraram da Ucrânia, Rússia, Hungria ou Jugoslávia.

## Após a encíclica
De 1945 a 1958, seis bispos ucranianos foram assassinados, sentenciados à morte ou morreram no Gulag. Em 1949, o papa Pio tornou Josyf Slipyj cardeal in pectore, isto é, para sua própria segurança, permaneceu em segredo. Em 1957, ele o parabenizou pelo 40º aniversário de seu sacerdócio. Mas Slipyj permaneceu preso até 1963. A igreja rutena continuou a sofrer. As autoridades soviéticas iniciaram a perseguição à Igreja Rutênia na região recém-adquirida. Em 1946, o seminário de Uzhorod foi fechado. Em 1949, a Igreja Católica Rutena foi integrada à Igreja Ortodoxa Russa. Rutenos do outro lado da fronteira com a Tchecoslováquia também foram forçados a se tornar ortodoxos, enquanto os da região polonesa de Lemko foram deportados em massa em 1947 para a União Soviética ou para outras partes da Polônia.

## Cotações
- Nestas pesadas calamidades, onde a ajuda humana parece ser inútil, nada resta, veneráveis irmãos, mas implorar sinceramente ao Deus mais misericordioso, que "fará justiça aos necessitados e vingará os pobres", que da sua amorosa bondade ele próprio acalmaria esta terrível tempestade e a poria fim.[13]
- Neste triste e ansioso estado de coisas, nosso coração paternal se espalha especialmente para aqueles que são tão duramente e amargamente oprimidos por ele, e antes de tudo para vocês, veneráveis irmãos, os bispos do povo rutênio. Por maiores que sejam as provações que o afligem, você está mais sobrecarregado de ansiedade pela segurança de seus rebanhos do que pelos ferimentos e sofrimentos infligidos a si mesmo, de acordo com as palavras: "o bom pastor dá a vida por suas ovelhas".[14]
- Em laços como você é, e separado de seus filhos, não está em seu poder dar-lhes instruções em nossa religião sagrada, mas seus laços muito mais profunda e profunda proclamam e pregam a Cristo.